# Nhà nước Hồi giáo Afghanistan
Nhà nước Hồi giáo Afghanistan (tiếng Ba Tư: دولت اسلامی افغانستان, Dowlat-e Eslami-ye Afghanestan), là tên gọi chính thức mới của đất nước Afghanistan sau sự sụp đổ của nhà nước cộng sản. Cộng hòa Dân chủ Afghanistan là tên gọi chính thức cũ của đất nước khi nằm dưới sự cai trị của Đảng Dân chủ Nhân dân. Tổng thống Nhà nước Hồi giáo Afghanistan là Burhanuddin Rabbani. Rồi sau quốc gia này được Taliban đổi tên thành Tiểu vương quốc Hồi giáo Afghanistan, sau khi chiếm đoạt quyền kiểm soát phần lớn đất nước vào năm 1996. Mặt trận Hồi giáo Thống nhất Cứu quốc Afghanistan được biết đến ở phương Tây với tên gọi Liên minh phương Bắc, do Nhà nước Hồi giáo Afghanistan và các đối thủ trước đây lập nên nhằm mục đích chống lại Taliban. Nhà nước Hồi giáo vẫn là đại diện của Afghanistan tại Liên Hợp Quốc được quốc tế công nhận cho đến năm 2001, khi nước Cộng hòa Hồi giáo Afghanistan được thành lập và Chính quyền Lâm thời Afghanistan nắm quyền kiểm soát Afghanistan với sự hỗ trợ của Mỹ và NATO.